# 伊斯克爾
伊斯克爾是保加利亞的城鎮，位於該國北部，距離首府普列文32公里，由普列文州負責管轄，海拔高度250米，2009年人口3,622，受大陸性氣候影響，居民主要信奉東正教。

## 外部連結
- Iskar municipality website （保加利亚文）

43°27′N 24°16′E / 43.450°N 24.267°E